# ParaNorman
ParaNorman (titulada El alucinante mundo de Norman en España y ParaNorman en Hispanoamérica) es una película de animación estadounidense de 2012, dirigida por Chris Butler y Sam Fell. La cinta, que fue animada en stop motion por el estudio Laika y distribuida por Focus Features, mezcla los géneros de terror y comedia. Cuenta con las voces de los actores Kodi Smit-McPhee, Tucker Albrizzi, Anna Kendrick, Casey Affleck, John Goodman, Leslie Mann, Jeff Garlin, Jodelle Ferland, Christopher Mintz-Plasse y Elaine Stritch. Es la primera película en stop motion para la que se utilizó una impresora 3D en color para crear las caras de los personajes y la segunda película de stop motion en ser filmada en 3D.
Obtuvo la nominación a Mejor Película Animada tanto en los premios BAFTA como en los premios Óscar, pero en ambos perdió contra Brave.

## Argumento
En la pequeña ciudad de Hollow Blithe, Massachusetts, un niño llamado Norman Babcock es capaz de hablar con los muertos, incluyendo a su difunta abuela y varios fantasmas en la ciudad. Por desgracia, casi nadie entre los vivos cree que su capacidad es genuina. Es relegado por su familia y ridiculizado y acosado por la mayoría de sus compañeros por sus habilidades aparentemente extrañas.
Sin embargo, Norman hace un amigo, Neil Downe, un chico excéntrico y regordete quien es también acosado y que cree sinceramente que Norman puede ver a los muertos. Durante el ensayo de una obra de teatro que conmemora la ejecución de la bruja de la ciudad hace 300 años, Norman tiene una visión terrible del pasado de la ciudad en la que es perseguido como una bruja por los aldeanos del pueblo. Después, los chicos se encuentran con el extraño y aparentemente trastornado tío de Norman, el Sr. Prenderghast, quien le dice a su sobrino que la visión es una señal de que pronto deberá tomar posesión de su ritual habitual para proteger a la ciudad de la bruja.
Norman se niega a tomarlo en serio, pero luego tiene otra visión durante la presentación de la obra de la escuela, y presa del pánico, grita y corre en el escenario, lo que hace que sus padres se sientan avergonzados. Ahora completamente abatido y aislado, Norman se encuentra en el baño de la escuela con el fantasma de su tío Prenderghast, recientemente fallecido, que le dice que el ritual debe realizarse con un libro especial antes de la puesta del sol de ese día. Después de algunas consideraciones, Norman va a la residencia Prenderghast para recuperar el libro. Convencido de que Neil no podría entender su situación, lo aleja. Norman llega a las tumbas de los antepasados de la ciudad, incluyendo el juez Hopkins, que supuestamente fueron maldecidos por la bruja a la que condenaron, pero ahí descubre que el libro es simplemente una colección de cuentos de hadas.
Antes de que Norman pueda reflexionar sobre la situación, Alvin, un matón que por casualidad había oído el encuentro de Norman en el baño, se entromete e interfiere con la lectura, con lo que la puesta del sol llega a su fin. Entonces una tormenta fantasmal parecida a una bruja aparece en el aire, y los muertos del cementerio se levantan y persiguen a los dos chicos. Norman descubre que estaba leyendo en el lugar equivocado -la bruja no fue sepultada en el cementerio-, y en su huida se topa con su hermana, Courtney, con Neil y con su hermano, Mitch, que han venido a buscar a Norman. Todos son perseguidos por los zombis hasta la ciudad, pero Norman logra comunicarse con una compañera de clase que les aconseja buscar en los archivos del ayuntamiento para encontrar la verdadera ubicación de la tumba de la bruja.
A medida que los niños hacen su camino hacia el ayuntamiento, pierden finalmente a los zombis. Estos se encuentran confundidos por la sociedad moderna y se ven acosados por los habitantes de la ciudad que los atacan en masa. Durante los disturbios, los niños entran a la sala de archivos pero no logran encontrar la información que necesitan, lo que hace que recriminen duramente a Norman por haberlos llevado. A medida que la multitud se mueve para atacar el Ayuntamiento, Norman, frustrado, ahuyenta a sus compañeros, quienes no logran salir del edificio por los ataques de la muchedumbre. La tormenta de la bruja aparece en el cielo y Norman sube la torre del Ayuntamiento para intentar desesperadamente leer el libro para detenerla, pero la tormenta le dispara un rayo que lo tira de vuelta a la sala de archivos.
Inconsciente, Norman tiene un sueño en el que se entera de que la bruja era realmente Agatha Prenderghast, una niña inocente de su edad que también podía ver a los muertos. Ella fue injustamente condenada por siete miembros de la élite supersticiosa y asustada de la ciudad, los siete que fueron maldecidos después de la ejecución de Agatha. Después de despertar, Norman se encuentra con los zombis y se da cuenta de que lo único que querían era hablar con él para asegurarse de que realizaría el ritual para reducir al mínimo el daño de la maldición. Confiesan estar arrepentidos del terrible error que cometieron con Agatha. Sin embargo, Norman decide que este gesto no es suficiente y decide ir en busca del fantasma de Agatha para llegar a una solución permanente.
Norman trata de ayudar a los zombis a escabullirse para que ellos lo guíen hasta la tumba de Agatha, pero son acorralados por la turba. Sin embargo, Courtney, que reconoce que su hermano sabe lo que está haciendo, se enfrenta a la multitud y todos los chicos convencen a la muchedumbre de retroceder. La tormenta de la bruja se vuelve más destructiva. El juez Hopkins guía a la familia de Norman a la tumba de Agatha en un bosque. Por desgracia, la magia de Agatha separa Norman de los demás y tiene que llegar a la tumba por su cuenta.
Norman pronto es confrontado por el espíritu vengativo de Agatha, interactuando con ella en una dimensión espiritual. Ella trata de alejarlo, pero Norman se mantiene firme, diciéndole que él entiende cómo se siente. Mientras ella lucha para alejarlo, Norman persevera y, finalmente, la convence de que, a pesar de tener razones para vengarse, no está logrando más que infligir dolor en gente inocente y la persuade de que se detenga. Norman le explica que incluso en los momentos más oscuros, tiene que haber habido alguien la quisiera. Centrarse sólo en las tragedias y olvidar las cosas buenas en su vida es lo que la redujo a una fuerza malévola desprovista de su verdadera identidad.
La niña finalmente se tranquiliza y recuerda su verdadera personalidad y los recuerdos felices con su madre. Ella es capaz de encontrar un poco de paz, sabiendo que no está sola, y que una persona en el pueblo la comprende, lo que le permite por fin descansar en paz. La tormenta se disipa, y ella y todos los zombis se desvanecen. Al despuntar el día, la ciudad considera a Norman como un héroe, incluso cuando los medios de comunicación explican la perturbación como una simple tormenta de gran alcance. Norman, dándose cuenta de que él también debe dejar de centrarse los aspectos negativos de su vida, acepta la compañía de Neil. Al final, Norman mira una película de terror con el fantasma de su abuela otra vez, y su familia se une a él con entusiasmo.

## Reparto
- Kodi Smit-McPhee como Norman Babcock, protagonista de la película , un chico marginado que habla con los muertos.
- Anna Kendrick como Courtney Babcock, la hermana mayor de Norman y animadora.
- Casey Affleck como Mitch Downe, el hermano mayor de Neil y un atleta, el interés amoroso de Courtney.
- Tucker Albrizzi como Neil Downe, amigo excéntrico y regordete de Norman.
- Christopher Mintz-Plasse como Alvin, un matón de la escuela.
- Leslie Mann como Sandra Babcock, la madre de Norman.
- Jeff Garlin como Perry Babcock, el padre de Norman.
- Elaine Stritch como la abuela Babcock, abuela fantasma de Norman.
- Bernard Hill como Juez Hopkins.
- Jodelle Ferland como Agatha "Aggie" Prenderghast, una niña inocente de la década de 1700, injustamente perseguida por bruja y ejecutada.
- John Goodman como el Sr. Prenderghast, el tío loco de Norman.
- Hannah Noyes como Salma, compañera de clase de Norman.
- Tempestt Bledsoe como Sheriff Hooper, oficial de policía.

## Producción
La producción de la película se llevó a cabo en el estudio de animación Laika, ubicado en Hillsboro (Oregón). ParaNorman es el segundo largometraje del estudio, tras Coraline. En el proyecto trabajaron más de 320 animadores, artistas, diseñadores y técnicos. El guion fue escrito por el animador británico Chris Butler, quien trabajó en la historia de ParaNorman durante aproximadamente diez años. Según Butler, el guion combina varias ideas:

"Quise hacer una película de zombis para niños - tomando un misterio tipo Scooby-Doo hasta su conclusión lógica, en vez de tener que desmentirlo - y había también una idea de '¿qué pasaría si?' que tenía que ver con mi relación con mi abuela. Así que los combiné en un guion que sería irreverente y lleno de aventuras, y que también sería sobre la identidad. Uno de los temas de nuestra película es, 'no se puede juzgar a un libro por su cubierta'".

Las caras de los personajes fueron creadas con impresoras 3D. ParaNorman fue la primera película de animación cuadro por cuadro que ha utilizado una impresora 3D en color para crear las caras de sus personajes. De esta manera no fue necesario pintar las caras a mano una por una. Las expresiones faciales se lograron a través de un proceso llamado "animación por reemplazo" ("replacement animation"), que consiste en reemplazar las caras de los personajes dependiendo de la expresión que se quiere lograr. Se imprimieron aproximadamente 31.000 partes faciales diferentes para la película.
En lugar de usar las tradicionales cámaras de formato 3D, el estudio utilizó sesenta cámaras Canon EOS 5D Mark II DSLR para filmar la película. La agencia de publicidad Wieden + Kennedy creó la campaña publicitaria de la película. 

## Recepción
ParaNorman obtuvo una respuesta positiva por parte de la crítica cinematográfica. La película posee un 86% de comentarios positivos en el sitio web Rotten Tomatoes, basado en un total de 146 reseñas, y una puntuación de 72/100 en Metacritic. Justin Chang de la revista Variety escribió: "Pocas películas tan relacionadas con la muerte se han sentido tan groseramente vivas como ParaNorman, la última maravilla hecha a mano de los artistas de animación cuadro por cuadro de Laika". Peter Travers de la revista Rolling Stone sostuvo que "[el] guionista británico Chris Butler y su codirector, Sam Fell, mezclan la diversión y el miedo con un agudo ingenio visual. Y no retroceden ante temas complejos como la soledad y la muerte". Javier Ocaña de El País catalogó a la película como "un triunfo", agregando: "Casi un Arthur Miller, el de Las brujas de Salem, un Fritz Lang, el de Furia, un James Whale, el de Frankenstein, para niños del nuevo milenio".
Por su parte, Michael Rechtshaffen de The Hollywood Reporter escribió: "Tiene sus momentos divertidos, pero esta película de animación paranormal cuadro por cuadro que mezcla la comedia con los sustos pide a gritos una mayor actividad".
Uno de los aspectos comentados de la película fue la decisión de sus realizadores de incluir a un personaje homosexual. Según Nancy French de National Review Online, el hecho podría hacer que los padres deban "responder preguntas no deseadas acerca del sexo y la homosexualidad" a sus hijos que hayan visto la película. Por el contrario, Mike Ryan de The Huffington Post sostuvo que la inclusión del personaje es "otra de las razones que hacen de ParaNorman algo notable". Según el director Chris Butler, la decisión de incluir al personaje tiene relación con el mensaje de la película: "Me pareció importante que fuéramos valientes al respecto. Si le estamos diciendo a los espectadores que no deben juzgar a otras personas, entonces debemos tener la fuerza de nuestras convicciones".

## Taquilla
La película recaudó más de 55 millones de dólares en Estados Unidos, y sobre 43 millones en el resto de los países, logrando un total de $99.080.135 a lo largo del mundo. ParaNorman se estrenó el 17 de agosto de 2012 en Estados Unidos, alcanzando el tercer puesto de la taquilla durante su primer fin de semana, tras las cintas The Expendables 2 y The Bourne Legacy.

## Premios
| Año  | Premio                                             | Categoría                                         | Receptor(es)                                                          | Resultado |
| ---- | -------------------------------------------------- | ------------------------------------------------- | --------------------------------------------------------------------- | --------- |
| 2013 | Premios Óscar                                      | Mejor película de animación                       | Chris Butler y Sam Fell                                               | Nominada  |
| 2013 | Premios Annie                                      | Mejor película de animación                       | Chris Butler y Sam Fell                                               | Nominada  |
| 2013 | Premios Annie                                      | Dirección en una película de animación            | Chris Butler y Sam Fell                                               | Nominados |
| 2013 | Premios Annie                                      | Guion en una película de animación                | Chris Butler                                                          | Nominado  |
| 2013 | Premios Annie                                      | Efectos de animación en una película de animación | Grant Laker, Joe Gorski y Andrew Nawrot                               | Nominados |
| 2013 | Premios Annie                                      | Animación de personajes en una película           | Travis Knight                                                         | Nominado  |
| 2013 | Premios Annie                                      | Diseño de personajes en una película de animación | Heidi Smith                                                           | Nominada  |
| 2013 | Premios Annie                                      | Diseño de producción en una película de animación | Ean McNamara, Ross Stewart, Nelson Lowry, Pete Oswald y Trevor Dalmer | Nominados |
| 2013 | Premios Annie                                      | Storyboard en una película de animación           | Emanuela Cozzi                                                        | Nominada  |
| 2013 | Critics Choice Award                               | Mejor película de animación                       |                                                                       | Nominada  |
| 2012 | Premios Satellite                                  | Mejor película de animación                       |                                                                       | Nominada  |
| 2012 | Washington DC Area Film Critics Association Awards | Mejor película de animación                       |                                                                       | Ganadora  |
| 2012 | San Diego Film Critics Society Awards              | Mejor película de animación                       |                                                                       | Ganadora  |
| 2012 | New York Film Critics Circle Awards                | Mejor película de animación                       |                                                                       | Nominada  |
| 2012 | National Board of Review                           | Spotlight Award                                   |                                                                       | Ganadora  |
| 2012 | Las Vegas Film Critics Society Awards              | Mejor película de animación                       |                                                                       | Ganadora  |
| 2012 | Boston Society of Film Critics Awards              | Mejor película de animación                       |                                                                       | Nominada  |